# Дубеч
Дубеч — район Праги. Расположен на юго-востоке Праги. Первые упоминания о селе Дубеч — в 11 веке. В 1502—1974 Дубеч был самостоятельным городком.
С 24 ноября 1990 года Прага-Дубеч стала районом Праги. Занимает площадь 850 Га.

## История
Первое упоминание о Дубече датируется 1088 годом, когда во времена правления короля Вратислава был основан Вышеградский капитул. Название населенного пункта образовано от слова дуб (чешск. dub). По некоторым данным ранее село окружали обширные дубовые леса. Иные источники говорят о том, что дубеч — это прозвище рабочих, специализировавшихся на вырубке дуба и обработке дерева (преимущественно дубов). Дубеч ранее служил складом запасов дерева для Праги. В 1502 году во время правления Яна Дубечского, село Дубеч по указу короля Владислава II получило статус города.

## Достопримечательности
Известной достопримечательностью Дубеча является костел св. Петра в Дубечеке и амбар. В Дубече находятся два заповедника: Рогожник и Литожницкие пруды.